# Зубний порошок

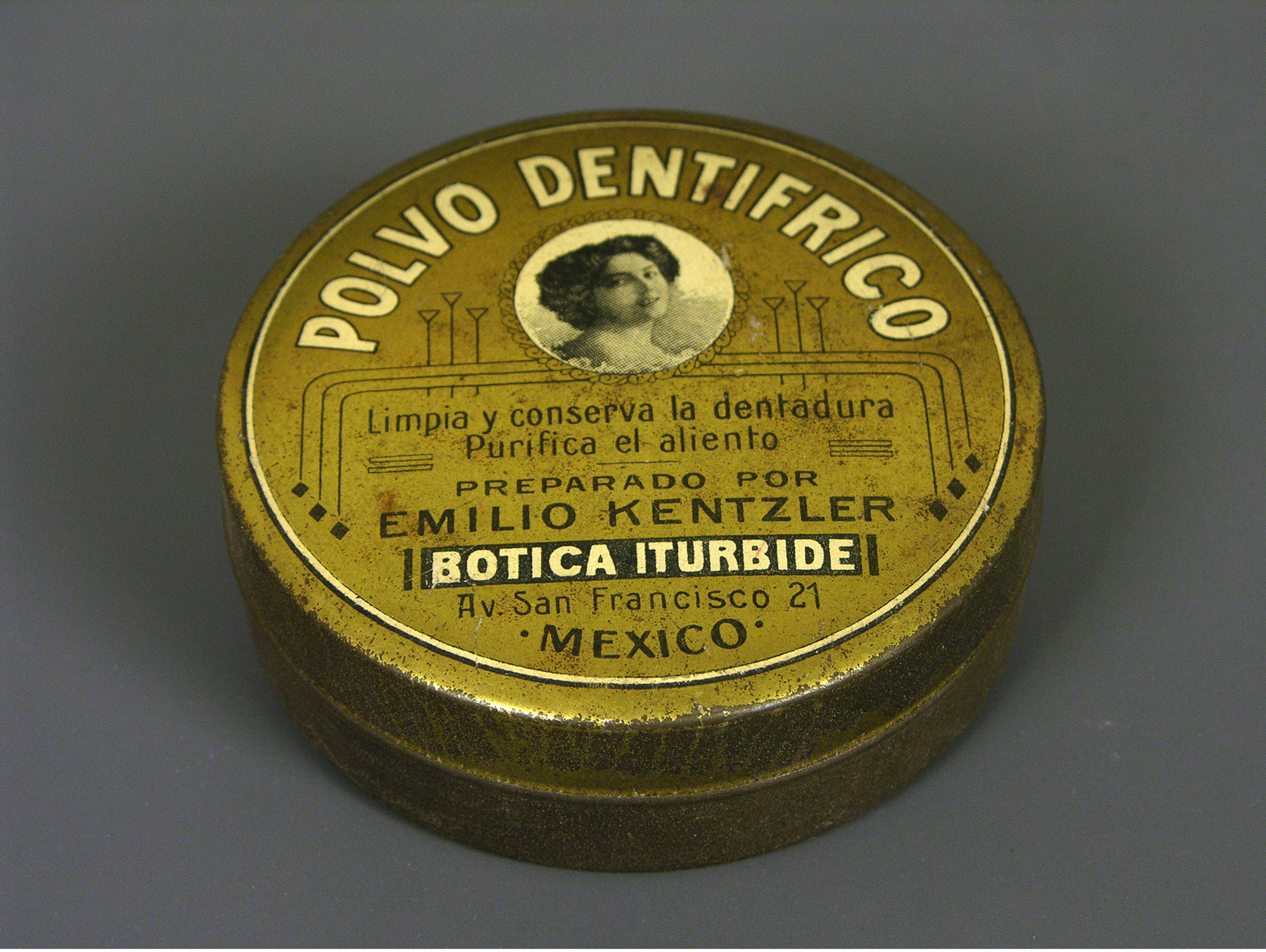
Зубний порошок (на початку 20 століття, Мексика).

Зубни́й порошо́к — засіб для гігієни порожнини рота, призначений для очищення зубів від залишків їжі, нальоту тощо.
Зубний порошок являє собою хімічно осаджену крейду з активними домішками, або без них.

## Історія
Біля витоків гігієни порожнини рота стояв французький стоматолог П'єр Фошар, який лікував зуби Людовику XV. В 1723 році у своїй роботі [джерело?] він рекомендував щоденно очищувати зуби від залишків їжі за допомогою морської губки, а не щітки з шерсті борсука, як це практикувалося раніше.
Зубний порошок, найбільш близький до сучасного, з'явився у Великій Британії наприкінці XVIII століття. Для чищення зубів матеріально забезпечені люди використовували зубну щітку, бідняки ж задовольнялися пальцями.
В основному складався з вуглекислого кальцію (крейди), іноді з домішкою вуглекислого магнію (до 10 %). Для покращення смаку до зубного порошку додавали м'ятну олію, іноді разом з анісовою, гвоздиковою, корицевою чи ментоловою.
Для того, щоб уникнути пошкодження зубної емалі, порошок готувався з дуже тонкого порошку мікрокристалічної структури.